# Angus MacPhail
Pour les articles homonymes, voir MacPhail.
Angus MacPhail est un scénariste britannique né le 8 avril 1903 à Londres (Angleterre) et mort le 22 avril 1962 à Eastbourne (Angleterre).

## Biographie
Angus MacPhail est engagé par Michael Balcon chez Gaumont British Picture Corporation, et le suit aux studios Ealing à la fin des années 1930. Il y reste jusqu'à ce que son alcoolisme le pousse à prendre sa retraite au début des années 1950. Il travaille plusieurs fois avec Alfred Hitchcock, parfois sans être crédité au générique.
Il serait l'inventeur de la notion de "MacGuffin".

## Filmographie (sélection)
- 1930 : A Warm Corner de Victor Saville
- 1931 : Hindle Wakes de Victor Saville
- 1940 : et George Do It! de Marcel Varnel
- 1940 : Sailors Three de Walter Forde
- 1942 : The Foreman Went to France de Charles Frend
- 1942 : The Goose Steps Out de Basil Dearden
- 1942 : The Next of Kin de Thorold Dickinson
- 1942 : Went the Day Well? d'Alberto Cavalcanti
- 1942 : The Black Sheep of Whitehall de Basil Dearden et Will Hay
- 1943 : My Learned Friend de Basil Dearden
- 1944 : Aventure Malgache d'Alfred Hitchcock
- 1944 : Bon Voyage d'Alfred Hitchcock
- 1944 : Champagne Charlie d'Alberto Cavalcanti
- 1944 : L'Auberge fantôme (The Halfway House) de Basil Dearden
- 1945 : Au cœur de la nuit (Dead of Night) de Basil Dearden
- 1945 : La Maison du docteur Edwardes (Spellbound) d'Alfred Hitchcock
- 1946 : J'étais un prisonnier (The Captive Heart) de Basil Dearden
- 1947 : Frieda de Basil Dearden
- 1947 : Il pleut toujours le dimanche (It Always Rains on Sunday) de Robert Hamer
- 1949 : Whisky à gogo ! (Whisky Galore!) d'Alexander Mackendrick
- 1956 : Le Faux Coupable (The Wrong Man) d'Alfred Hitchcock
- 1956 : L'Homme qui en savait trop (The Man Who Knew Too Much) d'Alfred Hitchcock